# 謝枋得
謝枋得（1226年3月23日—1289年4月25日），字君直，號疊山，江南東路弋陽縣（今江西）人，祖籍福建路邵武軍，南宋遺民、文學家，隱居福建路建寧府建阳县、被元朝徵調至燕京，不降，絕食而死，門人私諡文節，世称谢文节公、文节先生。

## 生平
父謝應琇因忤据要津者，被董槐冤劾死，母親桂氏深明大义，教養子孙。枋得自幼穎悟，“每觀書，五行俱下，一覽終身不忘”。寶祐四年（1256年）登文天祥榜進士二甲第一，除撫州司戶參軍，因董槐仍在位，拒不赴任。性好直言，因得罪賈似道而遭黜斥。德祐元年（1275年），元軍逼近臨安，情勢緊張，以江東提刑、江西詔諭使治理信州（今江西上饒），枋得出資十萬貫招信、撫兩州義士萬人馳援江防部隊，功升任兵部架阁。次年（1276年）正月率兵與元軍在安仁（今余江）展開血戰，無援而敗，妻小皆被俘，押於金陵監獄。其妻李氏饒州安仁人，至元十五年（宋帝昺祥興元年 [1278]）守節縊死。枋得之兄謝君禹、兩位弟弟謝君烈及謝君澤皆先後遇難，女兒謝葵英尽家资修孝烈桥后投水自盡。
南宋滅亡後，枋得隱居於福建建寧府建阳縣唐石里，流寓槐植村，以卜卦、教書度日，不索錢財，惟取米、屨（白米和草鞋）而已。曾到武夷山拜訪遺民熊禾。元朝先後五次徵聘，堅辭不應，並写《却聘书》：“人莫不有一死，或重于泰山，或轻于鸿毛，若逼我降元，我必慷慨赴死，决不失志。”
至元二十六年（1289年），被福建行省参政魏天佑強制送往大都（今北京），四月，至京師，問謝太后、瀛國公所在，再拜慟哭。後拘留於悯忠寺（今法源寺），見壁間有曹娥碑，哭泣說：“小女子猶爾，吾豈不汝若哉！”留梦炎亲自带医生煮药及米汤，枋得動怒，擲之於地，初五日絕食五日而死，至死未降為元臣。遺書自稱“大元制世，民物一新，宋室孤臣，只欠一死。某所以不死者，以九十三歲之母在堂耳，先妣以今年二月，考終於正寢，某自今無意人間事矣！”其子扶棺歸故鄉弋陽，葬弋陽玉亭龔之原。門人私谥文節，與文文山、袁袁山等人並稱“江右三山”。今南昌有疊山路。

## 著作
著《疊山集》16卷。他評點的《文章軌範》，是科舉考試的範本，以文章類別編選文章，被譽為集合宋人評點學之大成。《千家詩》原名《分門纂類唐宋時賢千家詩選》，劉克莊編輯。謝枋得對原有《千家詩》有所整理增刪，成為謝枋得編輯《千家詩》。從此《千家詩》有兩種版本並行與世。謝枋得還有《詩傳注疏》，但評價不高，注意者少。

## 傳記
- 《宋史》卷四二五
- 《昭忠錄》
- 周應極：〈叠山先生行實〉